# 罗伯托·甘多尔菲
罗伯托·甘多尔菲（義大利語：Roberto Gandolfi，1956年7月14日—），意大利前男子水球运动员。他曾代表意大利国家队参加1984年夏季奥林匹克运动会水球比赛，获得第七名。